# Сінягуб Антон Сергійович
Анто́н Сергі́йович Сінягу́б (16 вересня 1993 — 24 жовтня 2017) — сержант 24-го окремого штурмового батальйону «Айдар» Збройних сил України, загинув в ході російсько-української війни.

## Життєпис
Народився 1993 року у селі Тарасівка Києво-Святошинського району. Навчався у Боярській ЗОШ № 5, закінчив політехнічний ліцей НТУУ «КПІ», здобув вищу економічну освіту в Кіровограді, по тому закінчив 3 курси юридичного відділення київського університету «Крок» у Києві.
2015 року добровольцем пішов на війну, займався ремонтом бойової техніки, виконував бойові завдання. У вересні 2015-го підписав контракт, воював у батальйоні «Айдар»; сержант, командир розвідувального відділення розвідвзводу, псевдо «Дейл».
24 жовтня 2017 року вранці під час виконання бойового завдання поблизу Новолуганського загинув внаслідок підриву на міні «ОЗМ». Тоді ж загинув солдат Бондар Ярослав Володимирович.
Похований 26 жовтня 2017-го в Тарасівці.
Без сина лишилася мама.

## Нагороди
Указом Президента України № 42/2018 від 26 лютого 2018 року, за особисту мужність і самовіддані дії, виявлені у захисті державного суверенітету та територіальної цілісності України, зразкове виконання військового обов'язку, нагороджений орденом «За мужність» ІІІ ст. (посмертно).

## Вшанування
- Присвоєно звання «Герой-захисник Вітчизни» Києво-Святошинського району (згідно рішення Києво-Святошинської районної ради, 7.11.2017).